# Visäte
Visäte (in norreno Víseti o Véseti) fu un maestro runico attivo nella seconda metà dell'XI secolo nel sud dell'Uppland, in Svezia.
Solo sette pietre runiche furono firmate da lui, ma altre venti gli sono attribuite.
La più grande iscrizione runica dell'Uppland, la Pietra di Granby (U 337) ha la sua firma.

## Galleria d'immagini

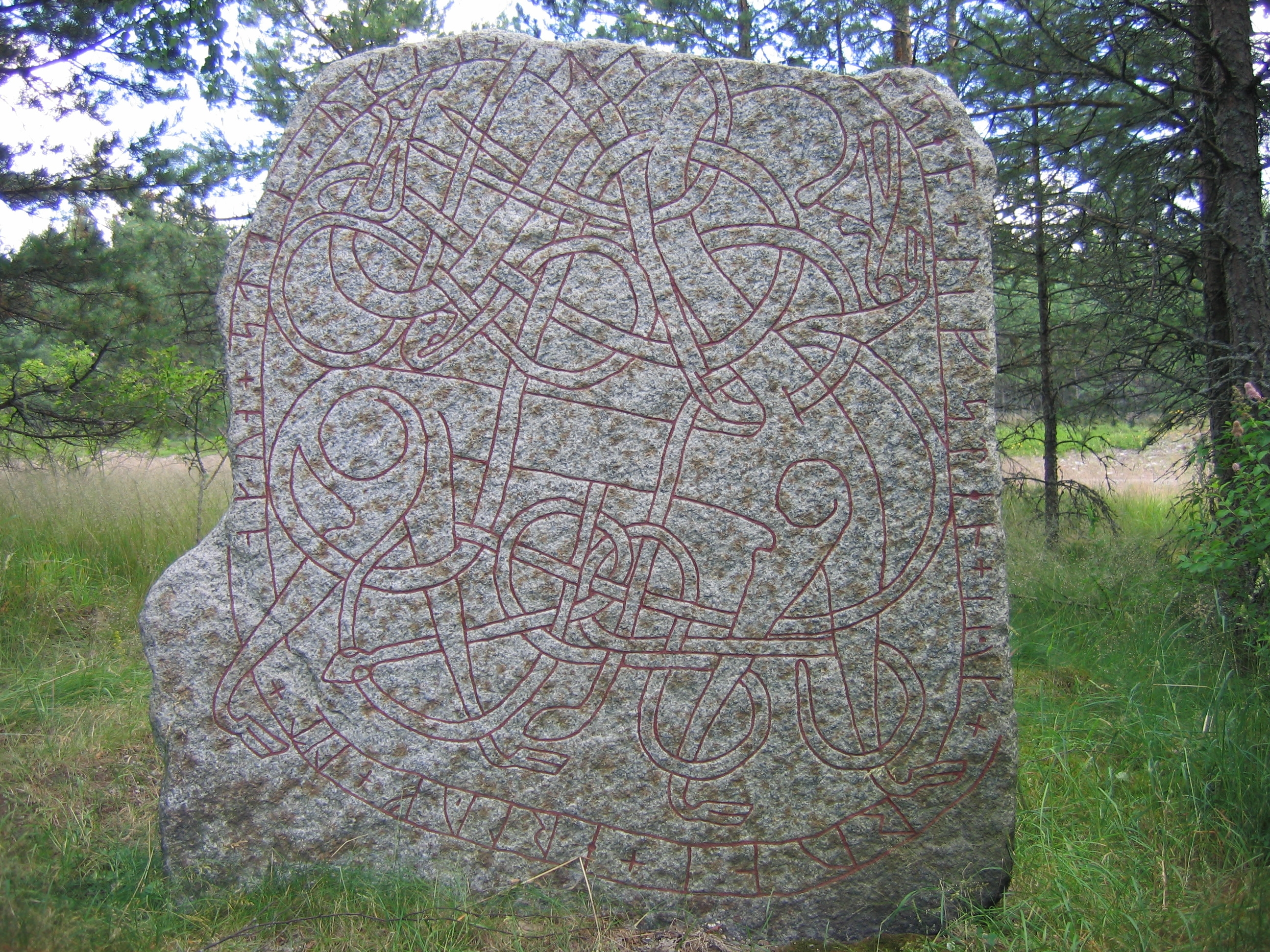
La pietra U 1164 firmata da Visäte.
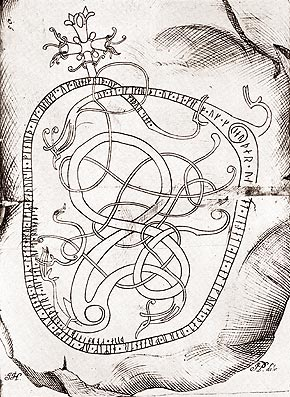
La Pietra di Granby, la più grande iscrizione runica nell'Uppland fu creata da Visäte